# Submarino alemão Tipo XVIII
Os submarinos do Tipo XVIII foram submarinos militares construídos como protótipos durante Segunda Guerra Mundial para a Kriegsmarine. 

## U-Boots
Ao total foram construídos apenas 2 U-Boots, que nunca entraram em operação:
| U-boat        | Tipo       | Construtor          | Construído durante |
| ------------- | ---------- | ------------------- | ------------------ |
| U-796 e U-797 | Wk 330-331 | Germaniawerft, Kiel | 1943-1944          |